# Dysithamnus striaticeps
Formigueiro-de-peito-estriado ou choquinha-de-coroa-estriada (Dysithamnus striaticeps) é uma espécie de ave da família Thamnophilidae.
Pode ser encontrada nos seguintes países: Costa Rica, Honduras e Nicarágua.
Os seus habitats naturais são: florestas subtropicais ou tropicais húmidas de baixa altitude.